# الضوء الحيوي تحت الجليد
الضوء الحيوي تحت الجليد (بالإنجليزية: Subglacial Bioluminescence) هو ظاهرة نادرة تُلاحظ عند انبعاث وهج أزرق-أخضر من أسفل طبقات الجليد أو داخل الشقوق الجليدية، ويُعتقد أنها ناتجة عن كائنات دقيقة ذات خصائص الضوء الحيوي تعيش في بيئات متجمدة منخفضة الأوكسجين والضوء.

## الاكتشاف
تعود أولى المشاهدات المسجلة للضوء الحيوي تحت الجليد إلى بعثة استكشافية روسية عام 2013، عندما لاحظ العلماء توهجًا باهتًا في أحد الكهوف الجليدية في القارة القطبية الجنوبية. لاحقًا، أكدت بحوث أجرتها جامعات أيسلندية أن نوعًا من العتائق أو البكتيريا البحرية قد يكون مسؤولًا عن هذا التفاعل.

## الخصائص الفيزيائية
ينبعث الضوء من عمق يتراوح بين 1 إلى 5 أمتار تحت الجليد، ويكون بطيء التغير في شدته. يتميز الطيف المنبعث بأنه يقع بين 470 و520 نانومتر، وهو النطاق المعروف للضوء الحيوي عند الكائنات البحرية. ويُعتقد أن الضغط العالي ودرجة الحرارة المنخفضة يلعبان دورًا في تعزيز هذا التفاعل البيولوجي.

## الفرضيات العلمية
تشمل أبرز التفسيرات العلمية للظاهرة:
- وجود بكتيريا مضيئة تنتمي إلى عائلات معروفة مثل Vibrionaceae أو Shewanella.[2]
- تكيّف بيولوجي للإضاءة الذاتية لأغراض تواصل أو استشعار في بيئة جليدية معتمة.
- تفاعل كيميائي داخل بلورات الجليد يُحفز عبر النشاط البيولوجي أو الملوحة.[3]

## الأهمية البيئية
تعد هذه الظاهرة دليلاً على وجود حياة ميكروبية في بيئات كان يُعتقد سابقًا أنها غير صالحة للعيش. كما تشير إلى احتمالية وجود أنظمة بيئية كاملة غير مكتشفة تحت الأنهار الجليدية، ما قد يدعم الفرضيات المتعلقة بالحياة في الكواكب الجليدية مثل أوروبا (قمر) وإنسيلادوس.

## مشاهدات لاحقة
- في عام 2018، التقطت صور مماثلة في كهوف جليدية في أيسلندا باستخدام كاميرات ذات حساسية عالية.
- في عام 2021، أظهرت بعثة علمية في غرينلاند بيانات طيفية مشابهة لما تم رصده سابقًا.